# جودين إلدر
جودين إلدر (بالإنجليزية: Judyann Elder)‏ هي مخرجة وممثلة أمريكية، ولدت في 18 أغسطس 1948 بكليفلاند في الولايات المتحدة. بدأت مشوارها المهني سنة 1968.

## أعمال

### أفلام
- (2008) 7 أرطال[4][5]
- (2016) فيرال

### مسلسلات
- فاملي ماتتيرس

## وصلات خارجية
- جودين إلدر على موقع IMDb (الإنجليزية)
- جودين إلدر على موقع قاعدة بيانات برودواي على الإنترنت (الإنجليزية)
- جودين إلدر على موقع قاعدة بيانات الفيلم (الإنجليزية)
- جودين إلدر على موقع كينوبويسك (الروسية)